# Niklas Wetzl
Niklas Wetzl (* 17. August 2001 in Steyr) ist ein österreichischer Eishockeyspieler, der seit Dezember 2022 beim EC VSV in der ICE Hockey League unter Vertrag steht. Sein Vater Willi Wetzl war ebenfalls Eishockeyspieler.

## Karriere
Wetzl startete seine Karriere bei seinem Heimatverein in Steyr. In sehr jungem Alter wechselte er zum Nachwuchs des EHC Linz. Dort durchlief er den Nachwuchs bis zur U14. Danach wechselte Wetzl in den Nachwuchs der ZSC Lions. In der U18 spielte er zwei Jahre lang in der South Florida Hockey Academy, ehe er 2020 nach Finnland zu Tuto Hockey nach Turku wechselte. Bei der U20-WM in Kanada erkrankte Wetzl schwer an der seltenen Nervenkrankheit Guillain-Barré-Syndrom. Nach seiner Genesung wechselte er zunächst in die Junioren-Liga nach New Jersey und dann mitten in der Saison zum EC Kitzbühel in die Alps Hockey League. In seinem dritten Spiel erlitt Wetzl einen vierfachen Wirbelbruch und musste die Saison erneut vorzeitig beenden. Im Jahr 2022 startete er die Saison beim EC Kitzbühel und wechselte in der Saison auf Leihbasis zum EC VSV. Wetzl wurde im Januar 2023 vom VSV für zwei weitere Spielzeiten verpflichtet.

### International
Wetzl vertrat Österreich im Juniorenbereich bei der U20-Eishockey-Weltmeisterschaft 2021.